# Augustus Hare
J.C. Hare ou Augustus John Cuthbert Hare (Roma, 13 de março de 1834 – 22 de janeiro de 1903), clérigo e escritor inglês. Membro de uma família bem relacionada do 'condado', Augustus Hare promoveu o avanço de suas carreiras sociais e literárias, através de suas marcantes aquarelas do Mediterrâneo e outras paisagens, que complementaram e ampliaram seu trabalho como escritor de viagens.
Augustus Hare nasceu na Villa Strozzi, Roma, em 13 de março de 1834, o filho mais novo de Francis George Hare de Herstmonceux, Sussex. Um ano depois, em agosto de 1835, foi adotado por sua tia e madrinha, Maria, viúva de seu tio, Augustus William Hare. Ele recebeu sua educação inicial do reverendo Robert Kilvert na reitoria de Hardenhuish, Wiltshire, e enquanto lá fazia amizade com o filho de Kilvert, Francis, agora lembrado como um diarista. Problemas de saúde encerraram seus estudos em Harrow depois de um ano, de 1847 a 1848, e ele então estudou com tutores particulares até ir para Oxford, para o University College, em 1853.
Ao se formar em 1857, Hare passou um ano na Itália, voltando para a Inglaterra para escrever seus primeiros guias, escrevendo anonimamente Murray's Handbook to Berks, Bucks and Oxfordshire (1861) antes de colocar seu nome em Winter at Mentone (1862).